# Pajottenland

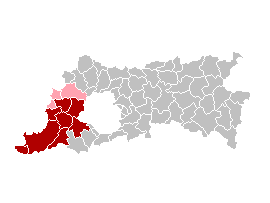
Gemeinden in Pajottenland in Rot. Je nach Quelle werden auch die rosa gefärbten Gemeinden hinzugezählt.

Das Pajottenland ist eine hügelige, fruchtbare, landwirtschaftlich geprägte Region südwestlich von Brüssel in der Provinz Flämisch-Brabant (Belgien).

## Geographie und Geologie
Das Pajottenland ist begrenzt:
- im Norden an der Bellebeek, die in die Dender in Denderleeuw mündet;

- im Osten an der Zenne;

- im Süden durch die Mark, die auch in die Dender mündet;

- im Westen beim Dender.
Der tiefste Punkt der Region ist das Zenne-Tal. Die charakteristische Hügellandschaft spiegelt sich in Hügeln mit Namen wie Ledeberg, Kongoberg, Suikerenberg, Eisberg, Snikberg, Tomberg, Tuitenberg, Zwijnenberg und sogar Putberg wider. Der höchste Punkt mit 112 m ist der Kesterberg. 1988 wurde ein Loch gebohrt. Die obere Lehmschicht war nicht älter als 20.000 Jahre. Auf 125 m stieß man auf eine 500 Millionen Jahre alte Schicht aus festem Quarzit.

## Geschichte
Im Mittelalter entstanden zwei große Herrschaften, im Norden das Land Gaasbeek und im Süden das Land Enghien, zu dem die wichtigsten Gemeinden des Pajottenlandes gehörten. Das Pajottenland zeichnet sich durch die Abwesenheit von Städten aus. Es grenzt an die Städte Brüssel, Halle, Enghien, Geraardsbergen und je nach Quelle an Aalst.

Der Lenniker Anwalt F.J. De Gronckel erregte Aufmerksamkeit für das Pajottenland durch die Veröffentlichung eines romantischen und spielerischen Stücks mit dem Titel t Payottenland gelyk het van oudtyds gestaen en gelegen is  (Brüssel 1852) unter dem Pseudonym Franciscus Josephus Twyfelloos.

## Touristisch
Das Pajottenland bildet zusammen mit dem Zennetal die anerkannte Regionallandschaft Pajottenland & Zennevallei. Das Pajottenland ist auch Teil des Grünen Gürtels (Groene Gordel) um Brüssel und wird auch die Toskana der Niederen Lande oder „Land von Bruegel“ genannt. Heute ist es am bekanntesten für sein regionales Produkt Lambic und die daraus gewonnenen Getränke Faro, Kriek und insbesondere Geuze. Die Region war von 1880 bis 1950 weltberühmt für ihre Zugpferde (Brabanter). Gegen Ende des 19. Jahrhunderts und zu Beginn des 20. Jahrhunderts gelangten die belgischen Kaltblüter durch Exporte in alle Welt und wurden fortan auch häufig zur Veredelung verwendet. So hatte die Pferderasse einen großen Einfluss auf andere Kaltblutrassen weltweit.

## Gemeinden
- Affligem mit Teilgemeinden Essene, Hekelgem und Teralfene.

Affligem wurde bekannt durch die 1062 von Pfalzgraf Hermann II. gegründete Benediktinerabtei Affligem, die lange Zeit als Hausabtei der Herzoge von Brabant die bedeutendste Abtei in Brabant war.
- Asse mit Teilgemeinden Bekkerzeel, Kobbegem, und Zellik.

In Asse gibt es jetzt Hopfendarren (ein Ofen zum Trocknen von Hopfen). Hopfendarren ist noch lebendig in der Folklore der Gegend von Asse und Aalst, wo früher die Hopfenkultur stark blühte.
- Bever

Bever gehört zu den niederländischsprachigen Gemeinschaften mit französischen Fazilitäten.
- Dilbeek mit Teilgemeinden  Groot-Bijgaarden, Itterbeek (mit Sint-Anna-Pede),  Schepdaal (mit Sint-Gertrudis-Pede), Sint-Martens-Bodegem und Sint-Ulrikskapelle.

Jacques de Croÿ (um 1436–1516), Fürstbischof von Cambrai unterhielt ein Schloss in Dilbeek, in dem er verstarb.
- Lennik mit Teilgemeinden Sint-Kwintens-Lennik (mit Eizeringen), Sint-Martens-Lennik und Gaasbeek.

Das Schloss von Gaasbeek wurde im Lauf der Zeit von verschiedenen Adelsfamilien bewohnt. Graf Lamoral von Egmond ist der vielleicht bekannteste Eigentümer. Am Ende des achtzehnten Jahrhunderts gelangte das gesamte Anwesen in den Besitz der Marquis Arconati Visconti, eines Geschlechts aus Mailand. Die letzte Marquise, Marie Arconati Visconti, unterzog das Schloss einem romantischen Umbau und richtete es als Museum für ihre umfangreiche Kunstsammlung her.
- Liedekerke
- Pajottegem mit Teilgemeinden Galmaarden, Gooik, Herne, Herfelingen, Kester, Leerbeek, Oetingen, Sint-Pieters-Kapelle, Tollembeek und Vollezele.

Das wichtigste historische Gebäude in Herne ist das alte Kartäuserkloster, das erste Kloster, das der Kartäuserorden in den historischen Niederlanden gründete. In diesem Kloster nahm der Mönch Petrus Naghel die erste wirkliche Übersetzung der Vulgata ins Mittelniederländische vor (sogenannte Herner Bibel). In Vollezele eröffnete im Jahr 2000 ein Museum für das belgische Zugpferd.
- Pepingen mit Teilgemeinden Pepingen, Beert, Bellingen, Bogaarden, Elingen und Heikruis.
- Roosdaal mit Teilgemeinden Pamel (mit Ledeberg), Borchtlombeek (mit Kattem), Onze-Lieve-Vrouw-Lombeek, und Strijtem.
- Sint-Pieters-Leeuw mit Teilgemeinden Sint-Pieters-Leeuw, Oudenaken, Ruisbroek, Sint-Laureins-Berchem und Vlezenbeek.

Der Coloma-Park mit dem international bekannten Rosengarten mit über 3000 verschiedenen Rosenvarianten.
In Sint-Pieters-Leeuw steht das höchste Gebäude Belgiens, der Fernsehturm Sint-Pieters-Leeuw.
- Ternat mit Teilgemeinden Ternat, Sint-Katherina-Lombeek und Wambeek.

Everard t’Serclaes (* um 1320; † 31. März 1388) war Herr (Seigneur) von Cruyckembourg (Ternat).

## Bildergalerie

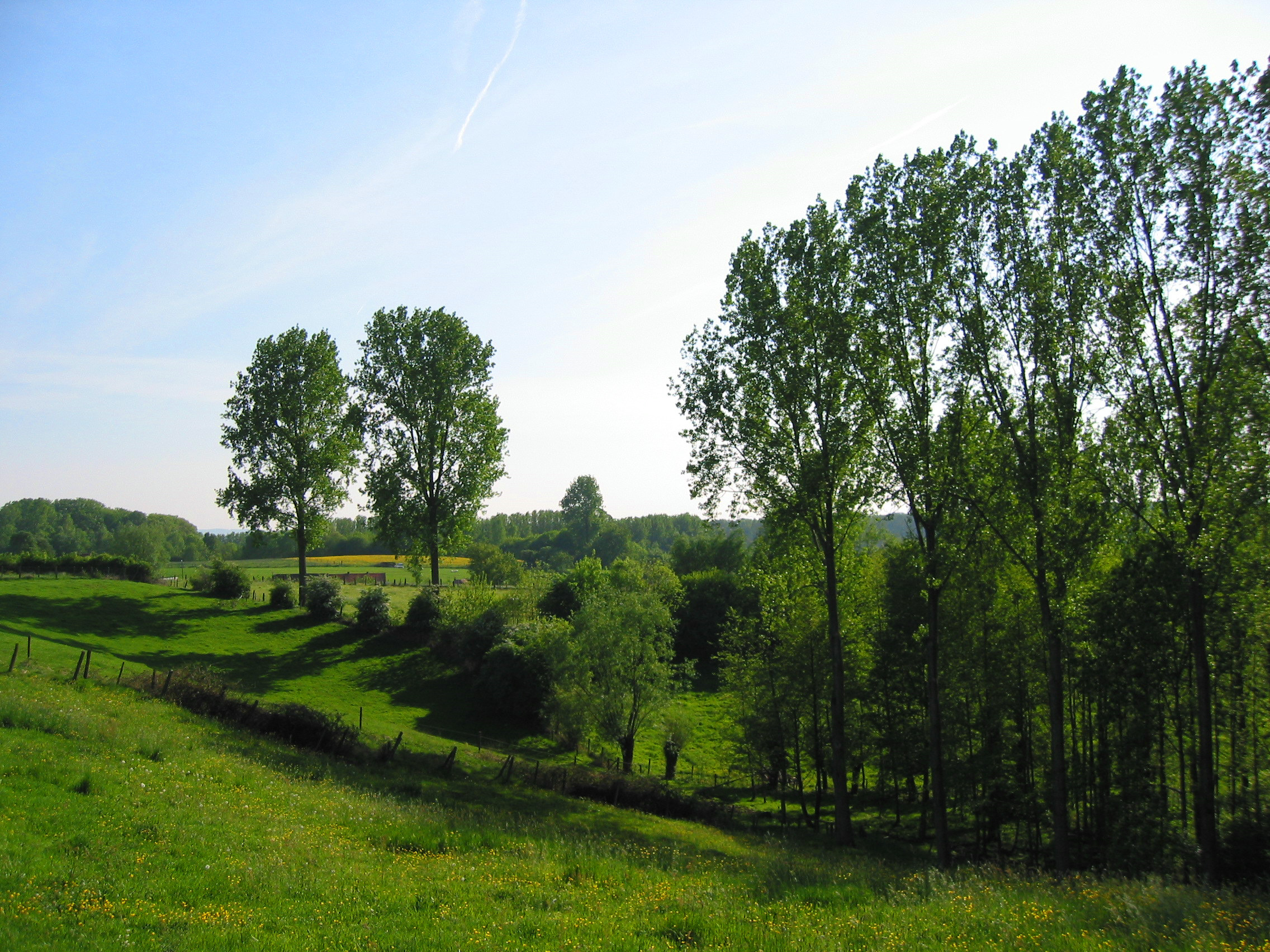
Landschaft in Gooik
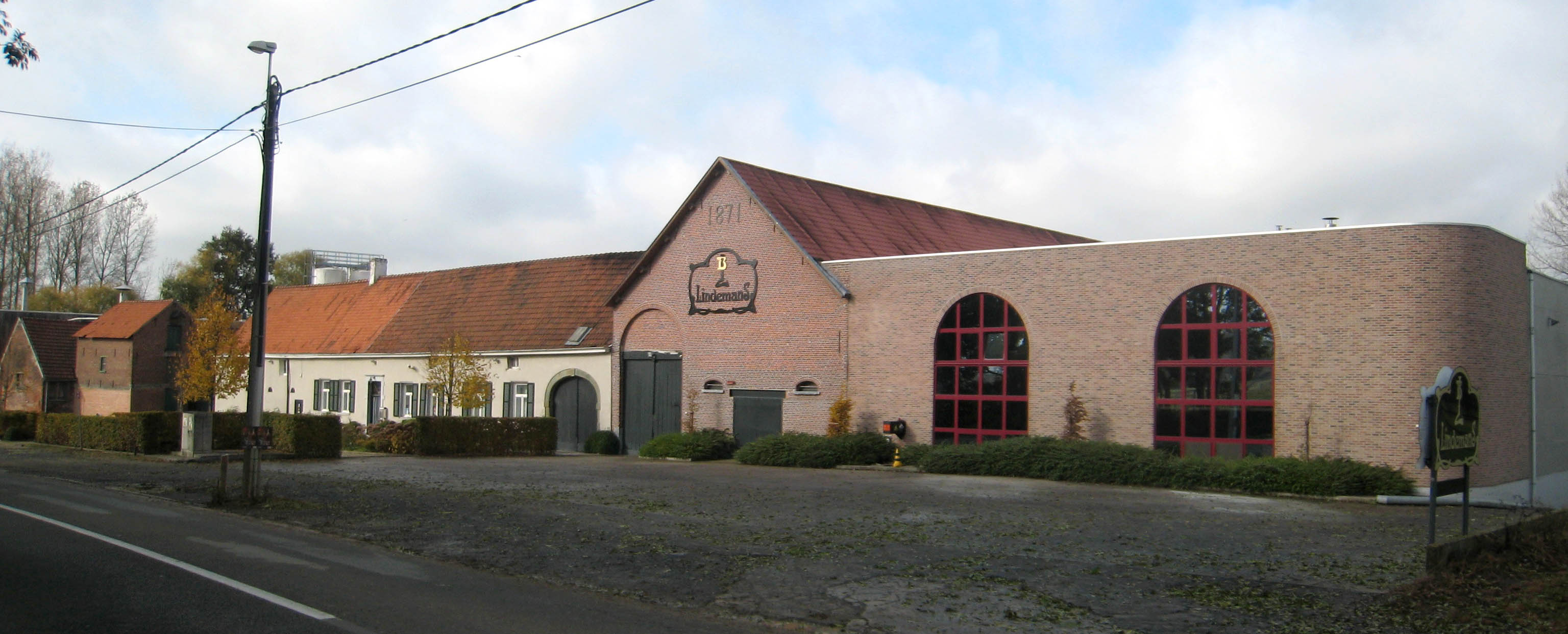
Brauerei Lindemans, Vlezenbeek
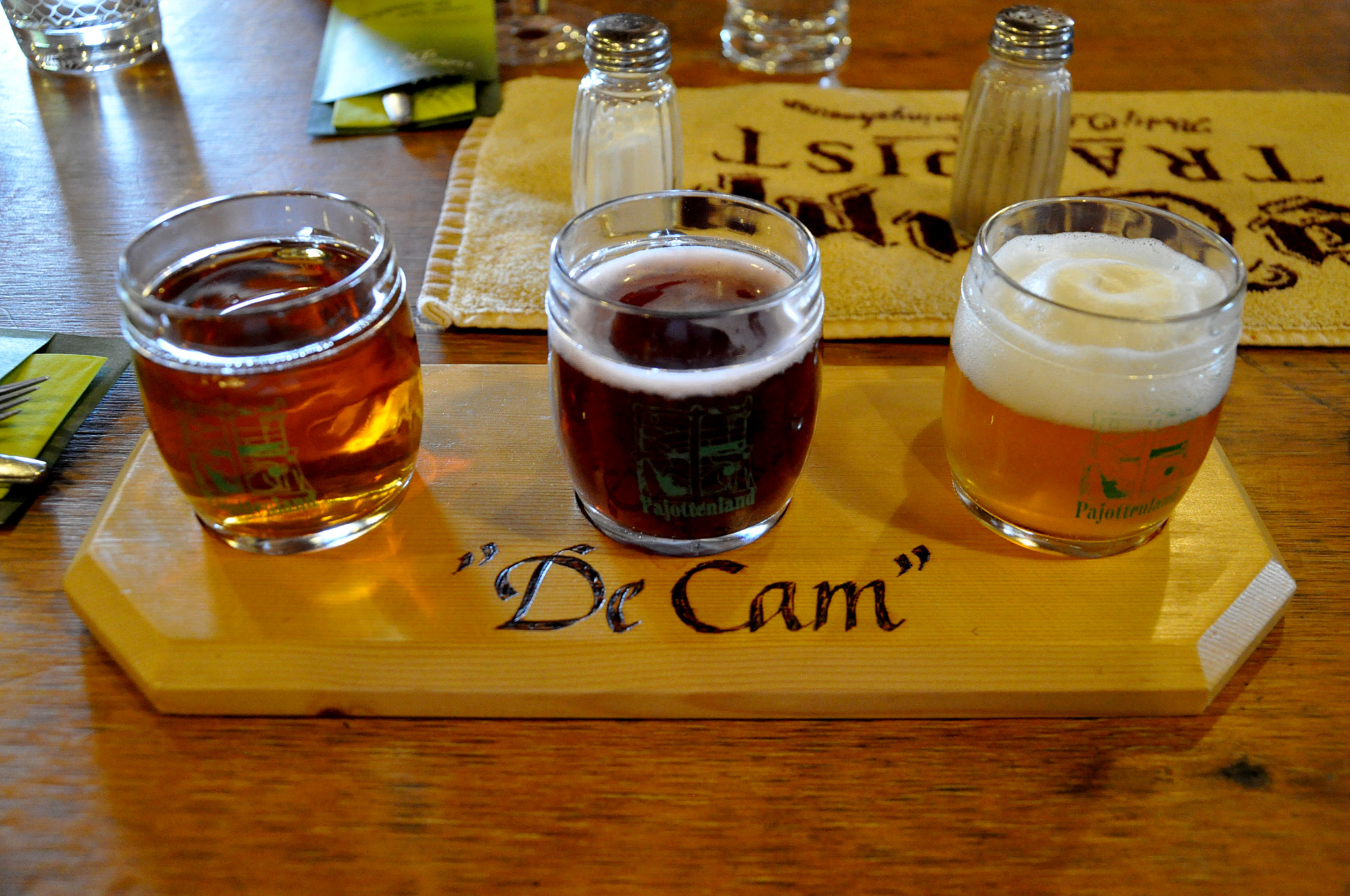
Lambic, Kriek und Geuze
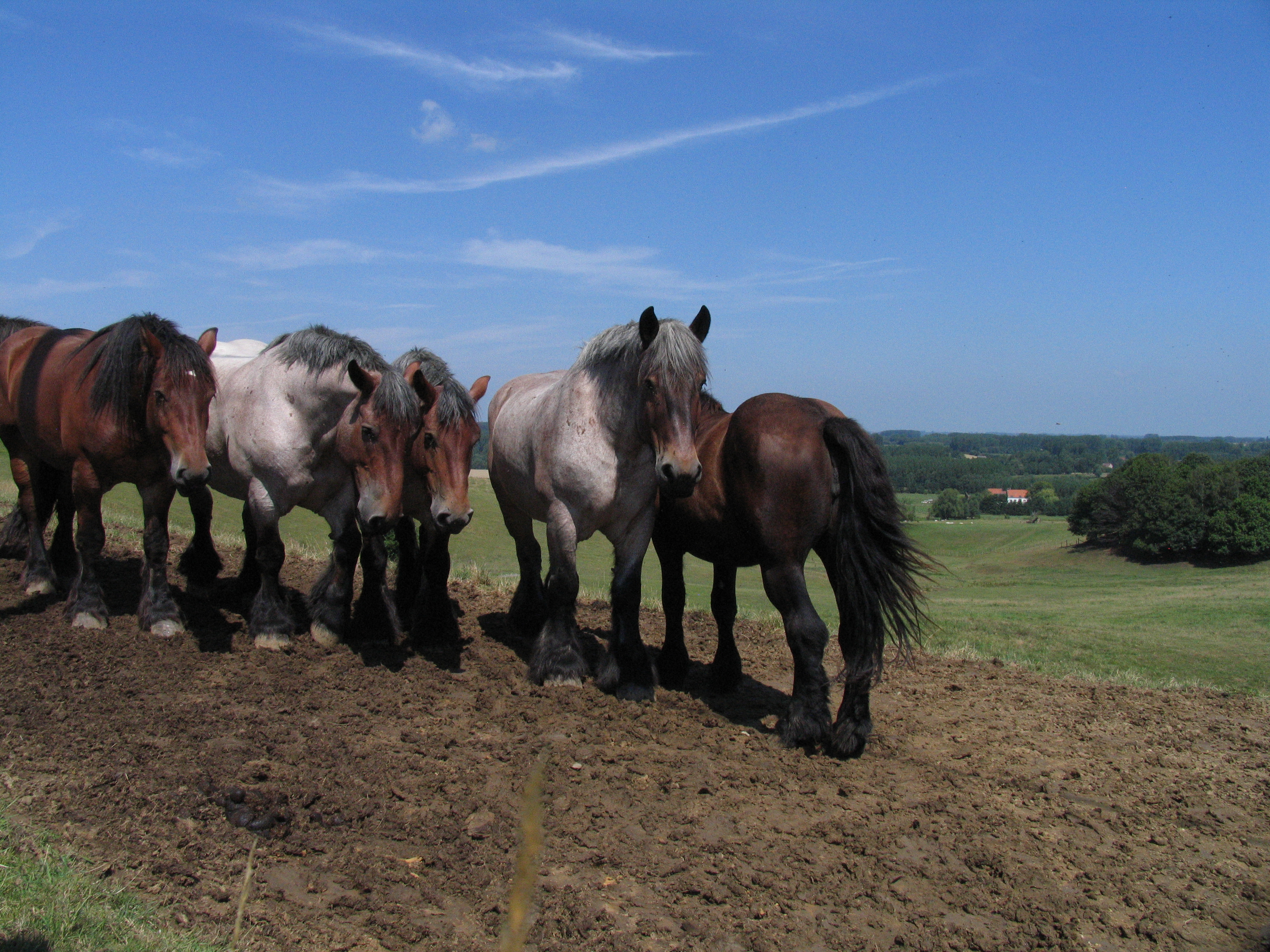
Brabanter-Zugpferde auf Congoberg
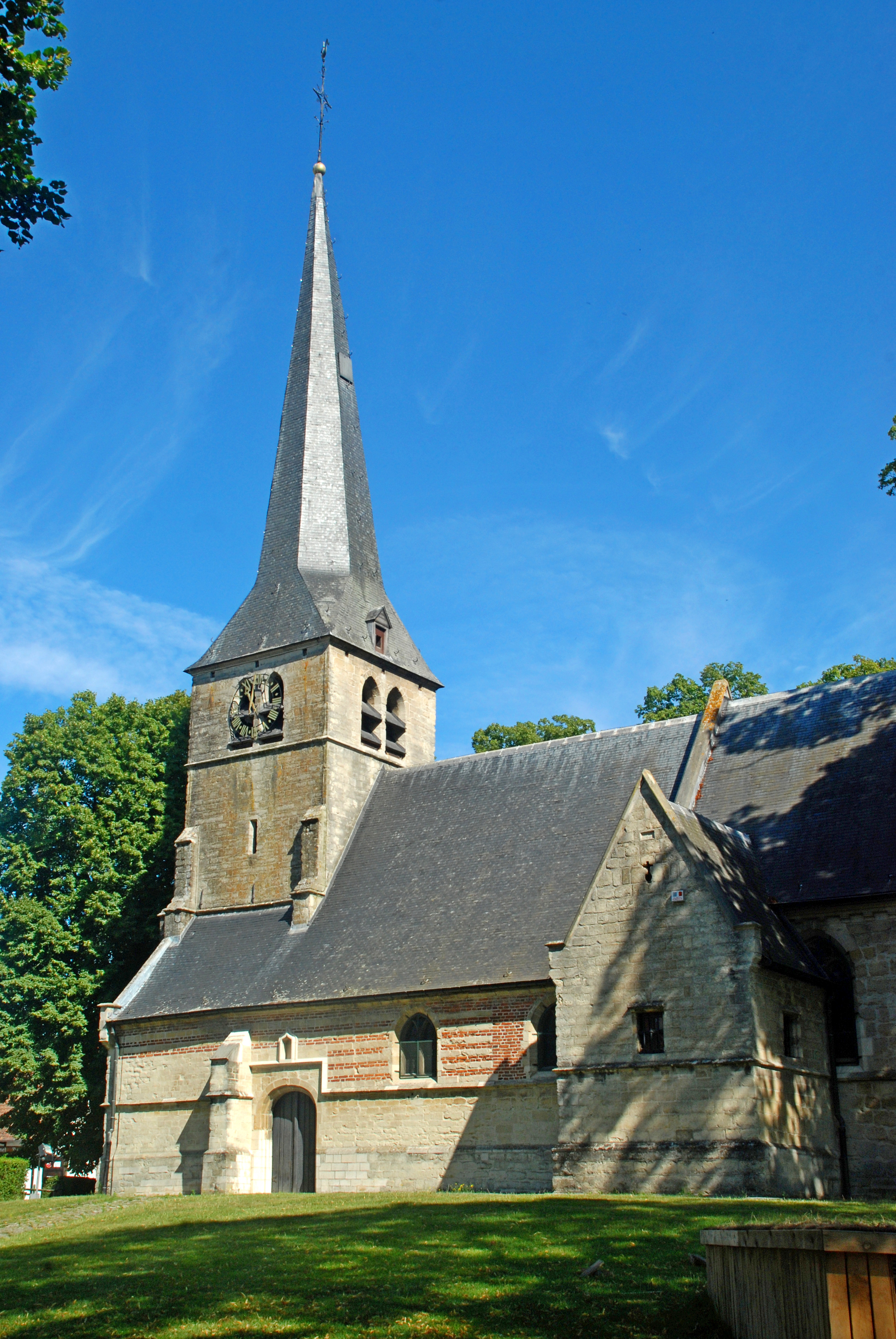
Kirchlein Sint-Anna-Pede (Dilbeek)
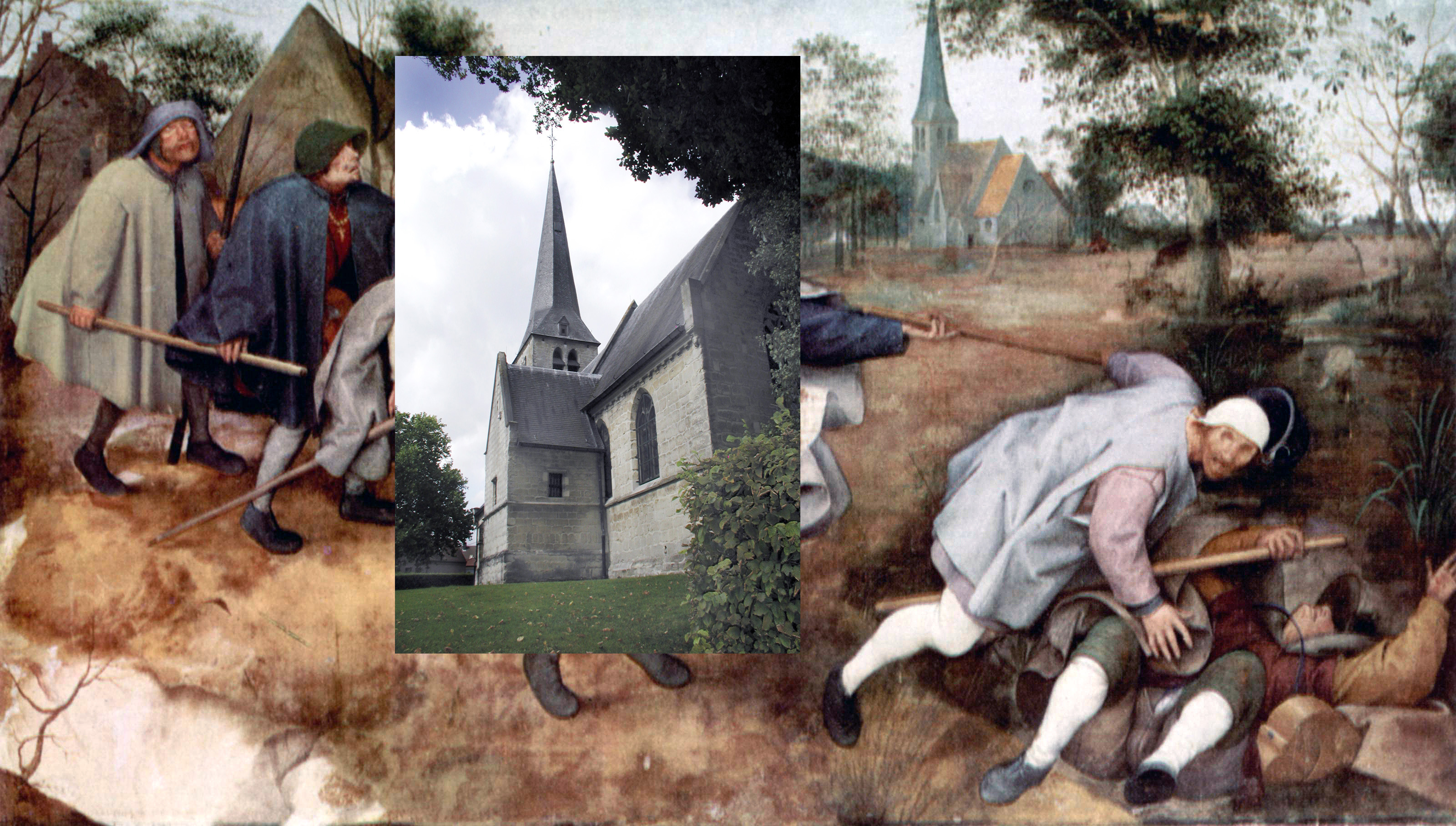
Der Blindensturz in Sint-Anna-Pede